# Percut Sei Tuan
Percut Sei Tuan is een stad in Indonesië in de provincie Noord-Sumatra.
Percut Sei Tuan ligt ten oosten van de grote stad Medan en telde in 2010 340.844 inwoners.